# Octobre 1816

## Événements
- 4 octobre : mort de l'explorateur britannique James Kingston Tuckey lors d'une expédition le long du fleuve Congo jusqu'aux chutes de Yelala et inaugure ainsi la période des « explorations scientifiques » du XIXe siècle en Afrique centrale et australe[1].

- 23 octobre : Juan de Sámano, nommé commandant général de Nouvelle-Grenade arrive à Bogota[2]. Il instaure un Régime de terreur.

## Naissances
- 1er octobre : Ariodante Fabretti (mort en 1894), archéologue et homme politique italien.
- 4 octobre : Eugène Pottier, poète et révolutionnaire
- 15 octobre : Antoine Béchamp (mort en 1908), médecin, chimiste et pharmacien français.
- 18 octobre : Friedrich Wilhelm Adami, écrivain, dramaturge et critique de théâtre allemand († 5 août 1893).